# Chris Harms

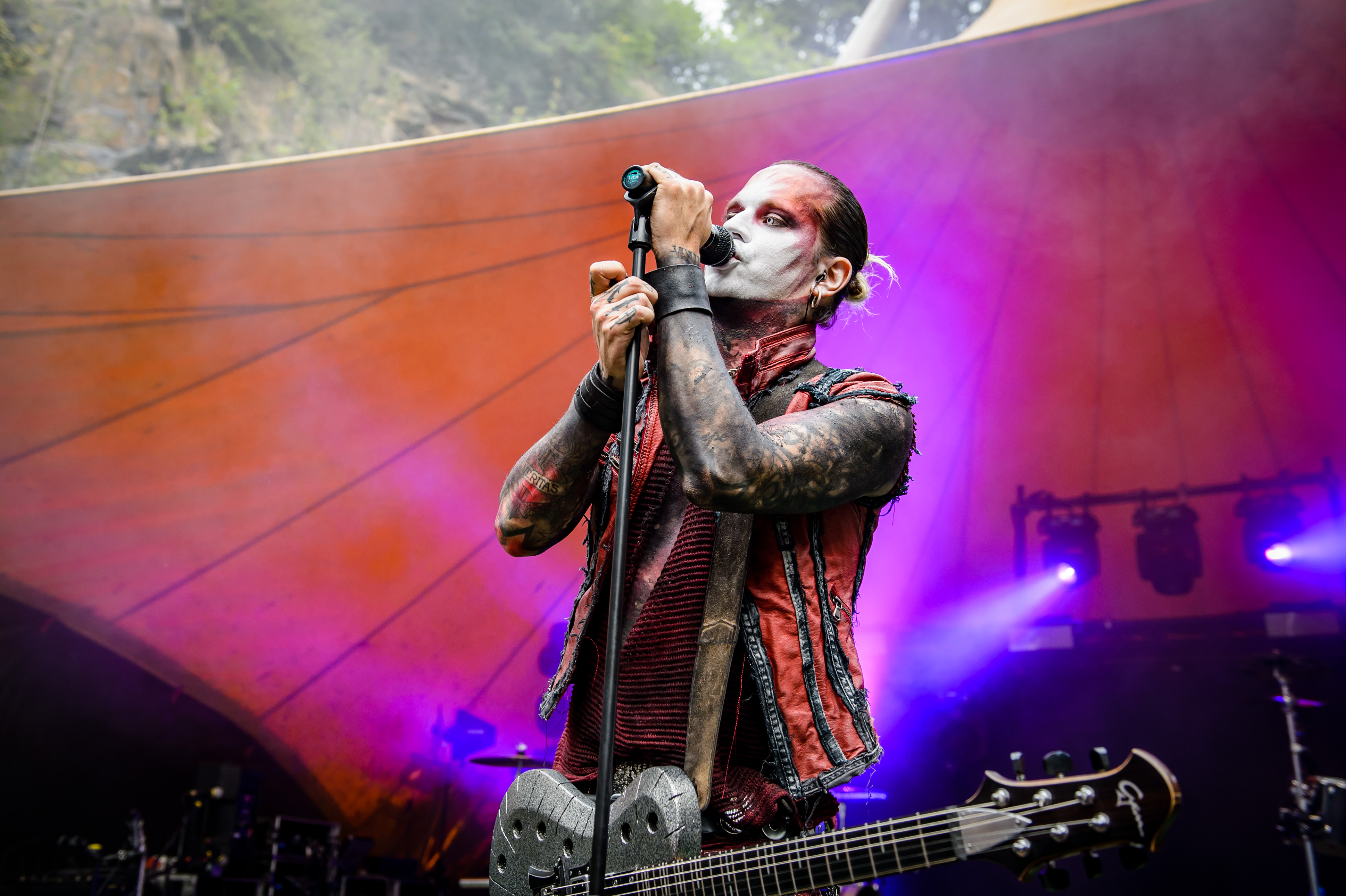
Chris Harms auf dem Feuertal-Festival in Wuppertal (2017)

Chris „The Lord“ Harms (* 22. Januar 1980 in Hamburg, bürgerlich Christian Krogmann) ist ein deutscher Musiker. Er ist Gründer, Sänger und Rhythmusgitarrist der 2009 entstandenen Band Lord of the Lost – kurz häufig LOTL genannt.

## Leben
Harms verbrachte nach eigenen Angaben die ersten Lebensjahre in Hamburg und München. Danach zog die Familie nach Dortmund-Kirchhörde um. Dort absolvierte der heutige Musiker die zweite bis sechste Klasse in der Rudolf-Steiner-Schule Dortmund, bevor die Familie nach Hamburg zurückkehrte.
Ab dem Alter von fünf Jahren lernte Harms auf eigenen Wunsch Violoncello. Einem Musikmagazin beschrieb der Musiker die Initialzündung:

„Ende 1982, zur Weihnachtszeit, nicht lange vor meinem dritten Geburtstag, besuchten meine Eltern mit mir und meiner sechs Jahre älteren Schwester Nina das Weihnachtskonzert eines klassischen Streichquartetts im sogenannten Schafstall in Wörme nahe Hamburg. Ich saß dort auf dem Schoß meiner Mutter, [...] direkt vor dem Cellisten. Dieses Instrument machte einen so gewaltigen Eindruck auf mich, dass ich seitdem meine Eltern nervte, da ich unbedingt auch so ein Spielzeug haben wollte.“

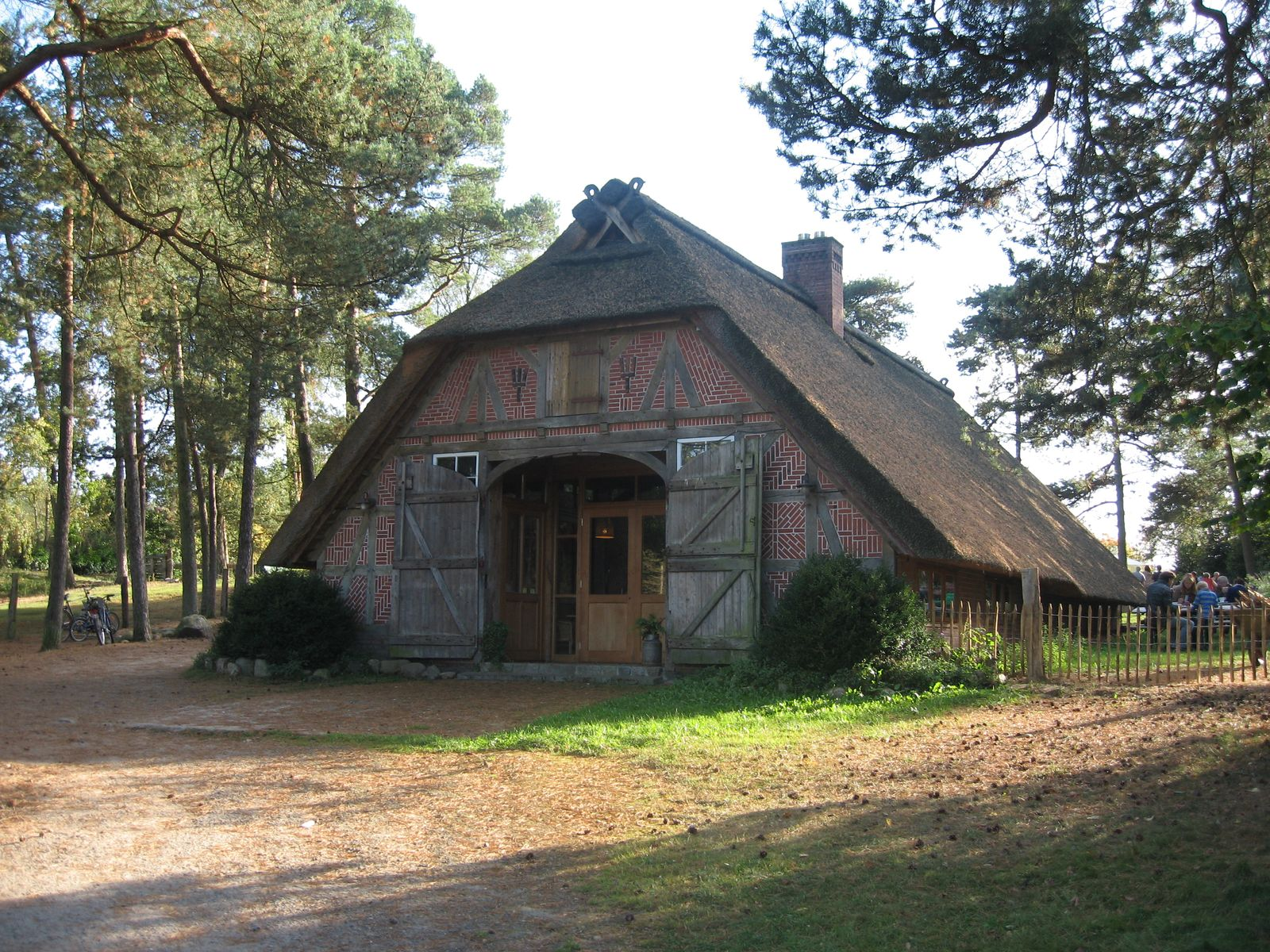
Schafstall Wörme

In den folgenden Jahren nahm er mit diesem Instrument an Wettbewerben wie Jugend musiziert teil und verdiente damit nach eigenen Aussagen sein erstes Geld mit der Musik:

„Ein kleiner Junge mit Cello, der für sein Alter ungewöhnlich weit auf dem Instrument war, hat in der Einkaufspassage zur Weihnachtszeit schon mal leicht 150 Mark in ein paar Stunden verdient.“

Von 1996 bis 1998 erhielt Harms Unterricht bei Wolfram Huschke, der ihm auf dem Cello andere Stile wie Jazz, Rock und Metal nahebrachte. Von Huschke erwarb er nach eigenen Aussagen sein erstes E-Cello, das er später punktuell auch im Bandbetrieb einsetzte. Parallel erlernte er autodidaktisch E-Gitarre und Bassgitarre. Sein Interesse an Musikinstrumenten endete damit nicht:

„In den Proberäumen damaliger Kurzzeitprojekte oder bei musikalischen Schulaufführungen mussten dann zudem jedes Schlagzeug und die Menschen [...] leiden, da ich auch dieses Instrument beherrschen wollte. All das hat dazu geführt, dass ich zwar etliche Zweitinstrumente mehr oder weniger beherrsche, aber nur auf dem Cello eine professionelle Ausbildung genossen habe. Von dieser Vielfalt zehre ich jedoch heute noch in meinem Job: jeden Tag! Wenn es sein muss, kann ich rudimentär alles, was in der Populärmusik instrumental wichtig ist, halbwegs umsetzen.“

Eine bis heute wichtige musikalische Inspirationsquelle fand Harms im Alter von elf bis zwölf Jahren, als ihm eine Mitschülerin das Album Joyride von Roxette schenkte. Bis heute bezeichnet sich Harms als großer Fan des Werks der Band. Auch seine heutige Vorliebe für Make-up und Nagellack als Teil seiner Bühnenerscheinung entwickelte er nach eigenen Angaben durch das Styling des Roxette-Songschreibers, Gitarristen und Co-Sängers Per Gessle. Später kam als weiteres musikalisches Vorbild die US-amerikanische Sängerin Lady Gaga hinzu.
Seine ersten Songs schrieb Harms mit 15. In diesem Alter sammelte er auch erste Banderfahrungen. Im Alter von 17 Jahren sang er in einer Schultheaterinszenierung der Dreigroschenoper den Part des Mackie Messer.
1999 gründete Harms seine erste Band Philiae. Dort stieg er 2004 aus. 2004 war er an der Gründung der Glamrock-Band The Pleasures beteiligt. In dieser Band arbeitete er als Gitarrist und Sänger und produzierte auch. Parallel produzierte er von 2004 bis 2005 das Soloprojekt Vagueness.
Ab 2002 studierte Harms Tontechnik am SAE Institute mit Abschluss 2004 und folgender mehrjähriger Dozententätigkeit. 2006 stieg Harms bei der Electro-Band Unterart als Sänger und Songwriter ein. 2007 war er als Live-Gitarrist bei Big Boy tätig. Ebenfalls 2007 startete er das Soloprojekt Lord, welches später zu Lord of the Lost wurde. Im Zuge seiner Arbeit als SAE-Dozent rekrutierte er für sein neues Bandprojekt Lord of the Lost das Gros seiner Mitmusiker aus den Reihen der SAE-Absolventen.

Im Dezember 2012 gründete er mit Weggefährten das deutschsprachige Projekt Harms & Kapelle und das im Metalbereich anzusiedelnde Over The Jordan. 

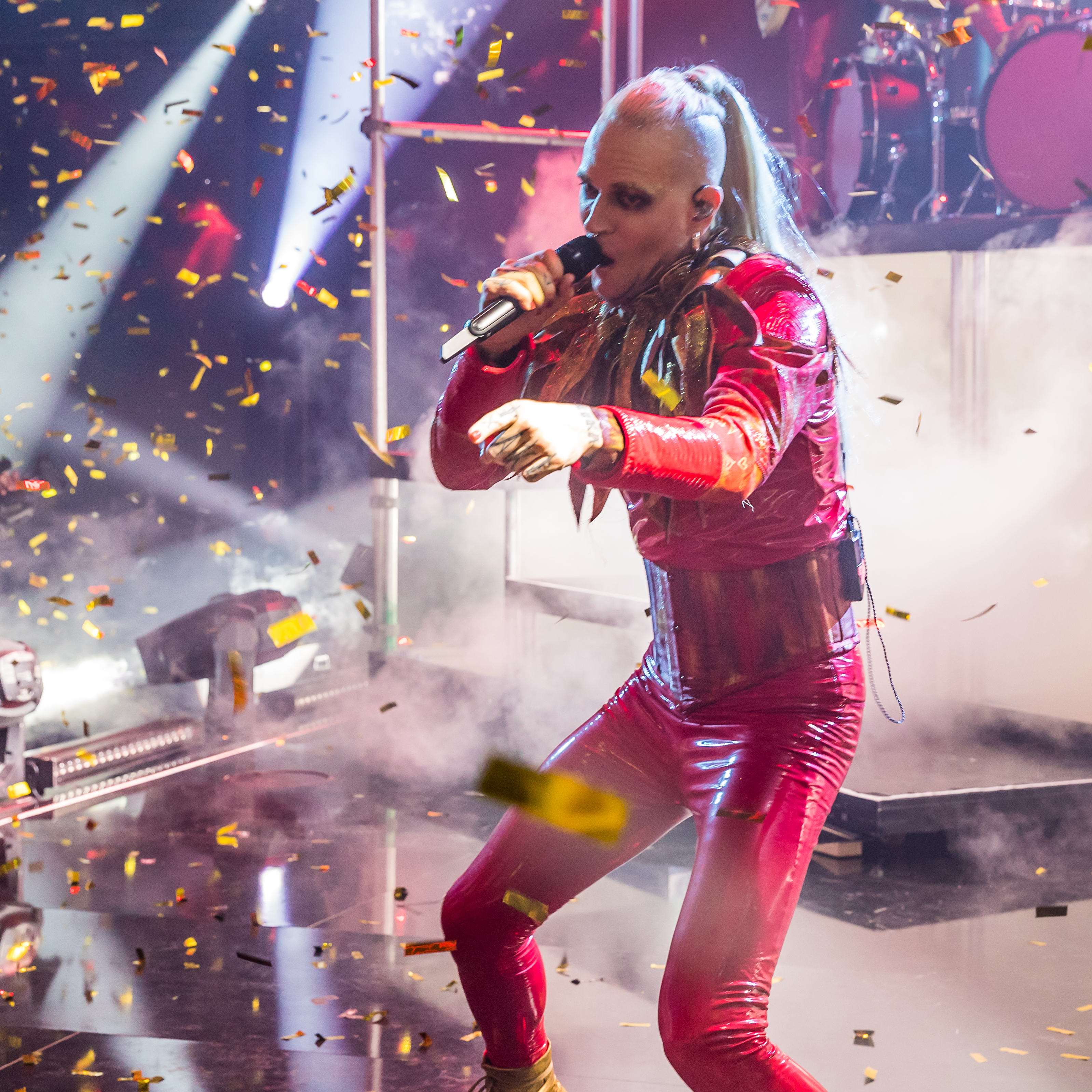
Chris Harms am Abend des 3. März 2023 beim ESC-Vorentscheid

 Parallel zu seinen Bandprojekten war Harms als Produzent in den 2013 ausgebrannten Hammer Studios tätig. In seinen Zwanzigerjahren komponierte er unter anderem Klingeltöne, die unter dem Markennamen Jamba vermarktet wurden, und komponiert nach eigener Aussage bis heute unter Pseudonym auch Partyschlager-Songs für andere Musiker. Er wirkte als Studiomusiker und Tontechniker an Produktionen von Ciwan Haco und Nilüfer Akbal mit. 2012 war er an der Produktion des ersten Unzucht-Albums beteiligt. In früheren Jahren gab er zeitweise auch Cellounterricht.
Heute sind er und seine Band- und Geschäftspartner mit festen Räumen in den Chameleon Studios in Hamburg ansässig. Harms komponiert und produziert bis heute für andere Musiker und Bands unterschiedlicher Genres, in der Vergangenheit unter anderem für Joachim Witt und Nino de Angelo. Für Witt zeichnete er als Produzent für die Alben Rübezahl (2018), Rübezahls Rückkehr (2020) und Rübezahls Reise (2022) verantwortlich, für de Angelos Album Gesegnet & verflucht war Harms an Komposition, Produktion sowie Instrumentation beteiligt. Seit 2019 arbeitet Harms zudem regelmäßig als Produzent mit dem früheren Deichkind-Bandmitglied Ferris MC und Swiss & Die Andern zusammen, angefangen mit deren gemeinsamer EP Phoenix aus der Klapse (2019). Er produziert teilweise auch Musikvideos (Regiedebüt: Prison von Lord Of The Lost).
2017 unterstützten Harms und der heutige Lord-of-the-Lost-Bandkollege Pi die Band KMFDM als Live-Gitarristen auf deren UK- und US-Tour. 2020 veröffentlichte er zusammen mit dem damaligen Oomph!-Sänger Dero Goi unter dem Projekt-Namen Die Kreatur das Album Panoptikum, das Platz 8 der deutschen Albumcharts erreichte.
Im März 2023 wurde er mit Lord of the Lost und dem Titel Blood & Glitter als Vertreter für Deutschland zum Eurovision Song Contest gewählt. Der Titel und auch die musikalischen und optischen Anleihen des gleichnamigen Albums, das am 6. Januar 2023 auf Platz eins in den deutschen Albumcharts einstieg, ist Harms zufolge eine Verneigung vor dem Werk des britischen Fotografen Mick Rock, der insbesondere durch seine Bilder von Pop-Ikonen der 1970er-Jahre Berühmtheit erlangt hat. Der Titel belegte den letzten Platz.
Schon ein Jahr zuvor wirkte Harms als Cellist beim Deutschland-Vorentscheid zum ESC mit. Er spielte damals für den Kandidaten Eros Atomus bei dessen Auftritt live und auch in dessen offiziellen Video Cello. Der Song des jungen Musikers, der beim Vorentscheid Platz 5 errang, wurde ebenfalls in den Chameleon Studios produziert, in denen Harms tätig ist.
Im Februar 2025 veröffentlichte Harms ein Solo-Album im Electro-Synth-Pop-Stil mit dem Titel 1980.
Harms ist mit einer Tätowiererin verheiratet und hat einen Sohn. Er lebt im Hamburger Stadtteil St. Pauli.

## Weiteres
- Der Künstlername „Harms“ ist der Mädchenname von Harms’ Mutter[35]. Sie arbeitete ab den 1960er-Jahren als Model.[34]

- 2010 übernahm Harms die Hauptrolle im Musikvideo Kissing in the Kremlin des 1998 verunglückten Musikers Falco. Zudem modelte er 2010 für das Hamburger Label Pyrate Styles. Daraufhin sponserte das Label die Mäntel für das Booklet des 2011 erschienenen Lord-of-the-Lost-Albums Antagony.

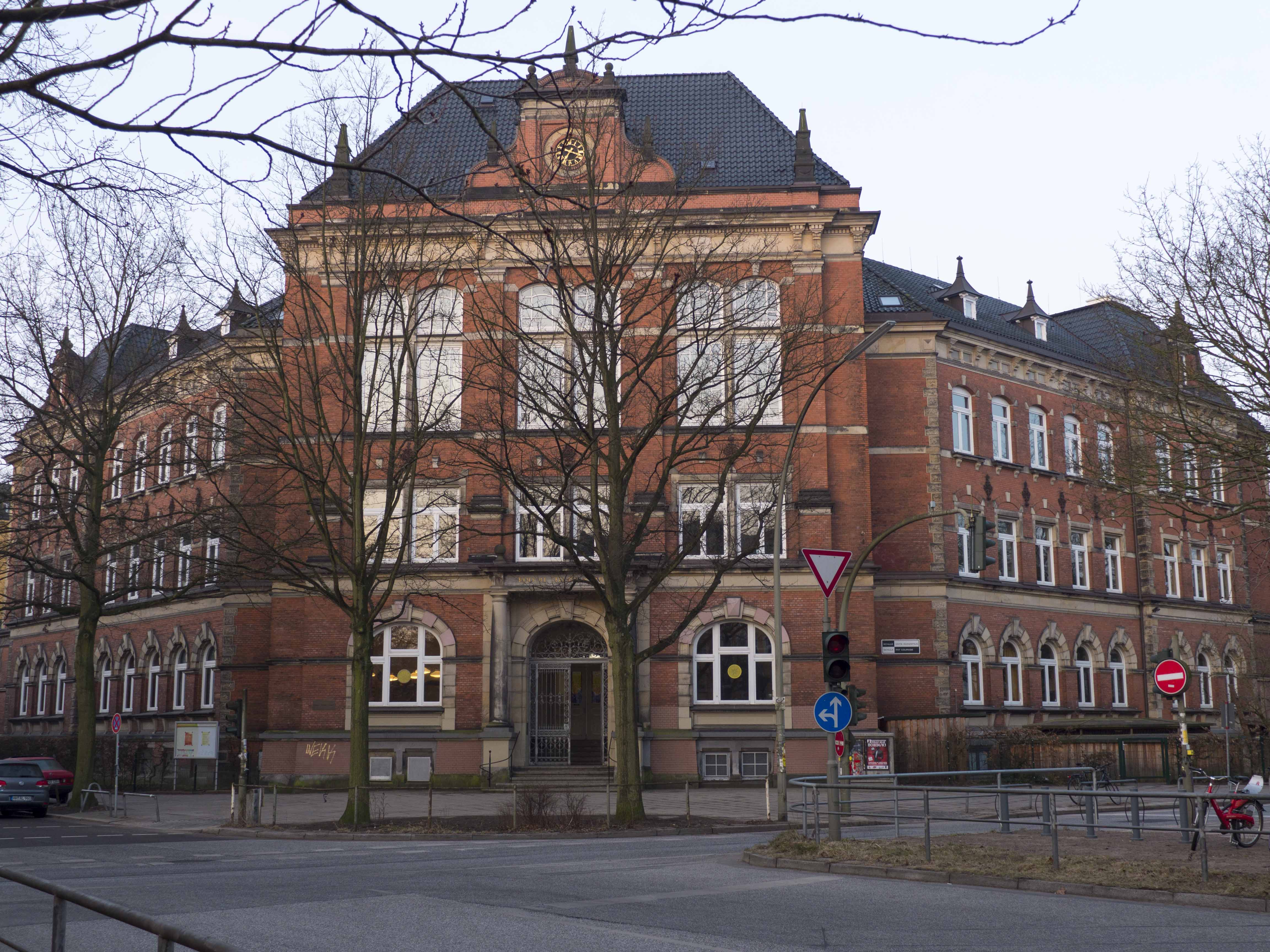
Eingangsbereich der Rudolf Steiner Schule Hamburg-Altona

- Harms war von 2013 bis 2017 Geschäftsführer der CJK Kultprodukt GmbH.[36] Seit 2020 ist er Geschäftsführer der LOTL Verwaltungs-GmbH.[37] Eingangsbereich der Rudolf Steiner Schule Hamburg-Altona Diese übernimmt die Haftung für die Kommanditgesellschaft LOTL GmbH & Co. KG, welche wiederum dem Betreiben der Band Lord of the Lost dient.[38]
- Seit Januar 2024 betreibt Harms zusammen mit dem Musiker Swiss den Podcast "Swiss und Harms: Zwischen Tour und Angel".[39]

- Der Musiker besuchte nach eigenen Angaben Waldorfschulen. In der Rudolf Steiner Schule in Hamburg-Altona, in der Harms sein Abitur erlangte, spielte die Band Lord of the Lost im Sommer 2021 die Klavierparts für das Doppelalbum Judas ein.[40][41]

- Im Zuge des ESC-Vorentscheids und dem dadurch entstandenen gesteigerten öffentlichen Interesse an der Band Lord of the Lost berichtete Harms im Frühjahr 2023 in diversen Medien, dass er am 29. April 2000 bei einem Anschlag auf den in einem Bunker an der Feldstraße auf dem Heiligengeistfeld gelegenen Hamburger Club J's schwer verletzt wurde. Bei der Veranstaltung, die von dem als „Partykönig“ bekannten Eventmanager Michael Ammer organisiert wurde, versteckte ein Attentäter in der Sitzecke des VIP-Bereichs eine jugoslawische Handgranate, die gegen 3 Uhr morgens detonierte. Neun Menschen, darunter der heutige LOTL-Sänger, wurden von den herumfliegenden kleinen Stahlkugeln getroffen und teilweise lebensgefährlich verletzt. Harms überlebte, trägt aber bis heute noch etliche der mittlerweile eingekapselten Kugeln im Körper, da eine Entfernung nach eigenen Angaben mehr Schaden anrichten würde, als sie dort zu belassen.[42][43][44]

## Diskografie

### Studioalben
- 2025: 1980

### Singles
- 2022: In Einsamkeit (Witt feat. Chris Harms)
- 2024: I Love You
- 2025: Madonna Of The Night (feat. Sven Friedrich)
- 2025: She Called Me Diaval
- 2025: The Grey Machines (feat. VNV Nation)
- 2025: Lunamor

### Weitere Veröffentlichungen
Mit Philiae
- 2000: Demolition Christ[46] (EP)
- 2003: Scapegod (Album)
- 2004: ScapegodVision (DVD)

Mit The Pleasures
- 2005: Cuming Out (EP)
- 2006: Greatest Hits (Album)
- 2007: Some Like It Rock (Single)
- 2008: Oh Yeah (Doppel-Album)
- 2009: Oh Yeah Revolution (Album)

Mit Vagueness
- 2004: Masquerade[47] (Album)
- 2005: Polaroid Pictures[48] (EP)

Mit UnterART
- 2006: Noise & Grace (Album)
- 2008: Memento (Album)

Mit Harms & Kapelle
- 2014: Meilenstein

Mit Lord of the Lost
Mit Die Kreatur

| Jahr | Titel      | Höchstplatzierung, Gesamtwochen, AuszeichnungChartplatzierungen (Jahr, Titel, Platzierungen, Wochen, Auszeichnungen, Anmerkungen) | Höchstplatzierung, Gesamtwochen, AuszeichnungChartplatzierungen (Jahr, Titel, Platzierungen, Wochen, Auszeichnungen, Anmerkungen) | Anmerkungen                        |
| Jahr | Titel      | DE | CH | Anmerkungen                        |
| ---- | ---------- | --- | --- | ---------------------------------- |
| 2020 | Panoptikum | DE8 (1 Wo.)DE | CH90 (1 Wo.)CH | Erstveröffentlichung: 22. Mai 2020 |

## Gastauftritte
- 2007: Cello bei A Dog Called Ego auf dem Album Living Seriously Damages Health[49]
- 2011: Cello bei A Dog Called Ego auf dem Album Happy Happy Apocalypse[50]
- 2011 (28. Oktober): Gastsänger bei Latexxx Teens beim Lied Temple of Love auf der EP Adrenochrome Redux (Als Single veröffentlicht am 9. September 2011)
- 2013 (18. Januar): Gastsänger bei A Life Divided beim Lied Perfect Day auf dem Album The Great Escape
- 2014 (28. Februar): Gastsänger bei Blutengel beim Lied Krieger (Lord of the Lost Version) auf der Bonus-Single im Box-Set des Albums Black Symphonies (An Orchestral Journey)
- 2015 (13. Oktober): Gastsänger bei Meinhard beim Lied This Misery auf dem Album Alchemusic II – Coagula
- 2016 (22. Januar): Gastsänger bei Rocksin beim Lied Devil or Angel auf dem Album Three (Als Single veröffentlicht am 30. November 2015)
- 2016 (2. September): Gastsänger bei Unzucht beim Lied Ein Wort fliegt wie ein Stein auf der Deluxe Edition des Albums Neuntöter
- 2017 (13. Januar): Gastsänger mit Joachim Witt und Tilo Wolff bei Mono Inc. beim Lied Children of the Dark auf dem Album Together Till the End (Als Single veröffentlicht am 25. November 2016)
- 2017 (27. Januar): Cello bei 5th Avenue beim Lied Mrs. Strong (Single)
- 2017 (18. August): Gastsänger bei KMFDM bei den Liedern Total State Machine und Glam, Glitz, Guts & Gore auf dem Album Hell Yeah
- 2018 (23. März): Gastsänger bei Joachim Witt beim Lied 1000 Seelen auf dem Album Rübezahl
- 2018 (31. August): Gastsänger Scarlet Dorn beim Lied I Love the Way You Say My Name auf dem Album Lack of Light[51]
- 2019 (18. Januar): Gastsänger bei Oomph! beim Lied Europa auf dem Album Ritual[52]
- 2019 (8. März): Gastsänger bei Subway to Sally beim Lied Island auf dem Album Hey
- 2019 (5. Juli): Gastsänger bei Lolita KompleX beim Lied We’re All Dead auf dem Album Escapism
- 2019 (25. Oktober): Gastsänger bei Vogelfrey beim Lied Magst du Mittelalter? auf dem Album Nachtwache[53]
- 2020 (24. Januar): Gastsänger bei Pyogenesis beim Lied Modern Prometheus auf dem Album A Silent Soul Screams Loud (Als Single veröffentlicht am 9. Januar 2020)
- 2020 (20. März): Gastsänger bei Heaven Shall Burn beim Lied The Sorrows of Victory auf dem Album Of Truth and Sacrifice[54]
- 2020 (2. Oktober): Gastsänger bei Nachtblut beim Lied Schmerz & Leid auf dem Album Vanitas[55]
- 2021 (26. Februar): Gastsänger bei Nino de Angelo beim Lied Der Panther auf dem Album Gesegnet und verflucht[56]
- 2021 (19. März): Gastsänger bei Faderhead beim Lied Better (Single)[57]
- 2021 (18. Juni): Gastsänger bei Subway to Sally bei den Liedern Drag Me to Hell und Island auf dem Live-Album Eisheilige Nacht: Back to Lindenpark[58]
- 2021 (16. Juli): Gastsänger bei Powerwolf beim Lied Kiss of the Cobra King auf dem Album Missa Cantorem (Bonus-CD zum Album Call of the Wild)[59]
- 2021 (20. August): Gastsänger als The Lost Lord bei Warkings beim Lied Spartacus auf dem Album Revolution (Als Single veröffentlicht am 21. Juli 2021)[60]
- 2021 (6. Dezember): Gastsänger bei Swiss beim Lied Advent Advent ein Nazi brennt (Als Single veröffentlicht am 3. Dezember 2021)[61] sowie bei Swiss und die Andern beim Lied Advent Advent ein Nazi brennt (Punk-Remix) auf der EP Missglückte Weihnachts EP
- 2022 (10. Februar): Cello bei Eros Atomus beim Lied Alive (Single)[62]
- 2022 (25. Februar): Gastsänger bei Joachim Witt beim Lied In Einsamkeit auf dem Album Rübezahls Reise
- 2022 (18. März): Gastsänger bei Sündenrausch beim Lied Mortals auf dem Album Original Sin
- 2022 (1. April): Gastsänger bei Auger beim Lied Holding On auf dem Album Nighthawks (Als Single veröffentlicht am 25. Februar 2022)[63][64]
- 2022 (22. April): Gasterzähler bei Die Apokalyptischen Reiter beim Lied Blau auf dem Album Wilde Kinder
- 2022 (27. Mai): Gastsänger bei Reliquiae beim Lied Die Sonne scheint (Streichquartett Version) auf dem Album gestrichen (Als Single veröffentlicht am 29. April 2022)[65]
- 2022 (17. Juni): Gastsänger bei Ferris beim Lied Anger Management auf dem Album Alle hassen Ferris[66]
- 2022 (24. Juni): Gastsänger bei Dawn of Destiny beim Lied Childhood auf dem Album Of Silence[67]
- 2022 (24. Juni): Gastsänger bei Psycholies beim Lied Take Me Back auf dem Album Perfect Puppet[68]
- 2022 (22. Juli): Gastsänger bei Massen beim Lied When Everything Fades auf der EP Chaos Leading to Harmony[69]
- 2022 (6. September): Gastsänger bei Meteora beim Lied Danse Macabre auf dem Album ...of Shades and Colours (Als Single veröffentlicht am 10. Juni 2022)[70]
- 2022 (26. August): Gastsänger bei Flint Gun beim Lied Synthetic World (Single)[71]
- 2022 (23. September): Gastsänger bei Chemical Sweet Kid beim Lied I Hate Myself the Most (Single)[72]
- 2022 (25. November): Gastsänger bei Corlyx beim Lied Never Love auf dem Album Blood in the Disco (Als Single veröffentlicht am 5. Oktober 2022)[73]
- 2022 Gastsänger bei Luto beim Lied Fallen auf der EP III (Als Single veröffentlicht am 19. August 2022)[74]
- 2023 (7. April): Gastsänger bei Powerwolf beim Lied We Are the Wild auf dem Album Communio Lupatum II (Bonus-CD zum Album Interludium) (Lord of the Lost)
- 2023 (19. Mai): Gastsänger bei Arogya beim Lied Queen of the Damned auf dem Album SuperNatural
- 2023 (19. Mai): Gastsänger bei Swiss und die Andern beim Lied So bereuen auf dem Album Erstmal zu Penny
- 2023 (12. August): Gastsänger bei Lucie & Amrei beim Lied Ghosts[75]
- 2024 (19. April): Gastsänger bei Feuerschwanz beim Lied Memento Mori (English Version) auf dem Album Warriors (Lord of the Lost)
- 2024 (12. Dezember): Gastsänger bei Diamond Black beim Lied In Venom[76]